# Ismael Cortéz
Sebastián Ismaél Cortéz Díaz (Mendoza, 26 giugno 2000) è un calciatore argentino, difensore del Gimnasia (M).

## Caratteristiche tecniche
È un terzino destro.

## Carriera
Cortéz è cresciuto nel settore giovanile del Godoy Cruz, club che ha lasciato nel 2020 per passare al Gimnasia (M). Nel 2022 è stato promosso in prima squadra ed il 19 marzo ha giocato il suo primo incontro professionistico contro il Güemes (SdE).
Il 1º luglio del 2022 è passato in prestito al Rosario Central per una stagione e mezza ed una settimana dopo ha debuttato in Primera División nell'incontro vinto 1-0 contro il Sarmiento (J). Il 24 maggio 2023 ha segnato il suo primo gol nel successo per 4-1 contro il Central Norte (S) in Copa Argentina.
A fine anno non è stato riscattato ed è rientrato al Gimnasia de Mendoza.

## Statistiche

### Presenze e reti nei club
Statistiche aggiornate al 1º agosto 2024.
| Stagione        | Squadra         | Campionato      | Campionato | Campionato | Coppe nazionali | Coppe nazionali | Coppe nazionali | Coppe continentali | Coppe continentali | Coppe continentali | Altre coppe | Altre coppe | Altre coppe | Totale | Totale | Totale |
| Stagione        | Squadra         | Comp            | Pres       | Reti       | Comp            | Pres            | Reti            | Comp               | Pres               | Reti               | Comp        | Pres        | Reti        | Pres   | Reti   |        |
| --------------- | --------------- | --------------- | ---------- | ---------- | --------------- | --------------- | --------------- | ------------------ | ------------------ | ------------------ | ----------- | ----------- | ----------- | ------ | ------ | ------ |
| 2022            | Gimnasia (M)    | PN              | 16         | 0          | CA              | 0               | 0               |                    | -                  | -                  |             | -           | -           | 16     | 0      |        |
| 2022            | Rosario Central | PD              | 12         | 0          | CA+CdL          | 0               | 0               |                    | -                  | -                  |             | -           | -           | 12     | 0      |        |
| 2023            | Rosario Central | PD              | 11         | 0          | CA+CdL          | 2+3             | 1+0             |                    | -                  | -                  |             | -           | -           | 16     | 1      |        |
| 2024            | Gimnasia (M)    | PN              | 22         | 0          | CA              | 0               | 0               |                    | -                  | -                  |             | -           | -           | 22     | 0      |        |
| Totale carriera | Totale carriera | Totale carriera | 61         | 0          |                 | 5               | 1               |                    | -                  | -                  |             | -           | -           | 66     | 1      |        |

## Palmarès

### Club

#### Competizioni nazionali
- Copa de la Liga Profesional: 1

Rosario Central: 2023